# 熊野ぷぅこ
熊野 ぷぅこ（くまの ぷぅこ、1980年8月7日 - ）は、日本の元AV女優。血液型：A型。身長：159cm。スリーサイズ：バスト96cm・ウエスト58cm・ヒップ88cm。趣味はキーボード。

## 略歴
神奈川県出身。2000年に『あなたとやりたい』でAVデビュー。96センチの爆乳と黒髪ロングのロリフェイスで人気を集めた。現在は引退している。デビュー作を収録した復刻版オムニバスDVDが2005年にアリスJAPANから発売されている。

## 出演作品
- あなたとやりたい（2000年3月31日、アリスJAPAN）
- はちみつらぶ（2000年4月28日、アリスJAPAN）
- 気まぐれアイドル（2000年5月26日、アリスJAPAN）
- 深層のアクメ（2000年6月20日、アリスJAPAN）
- 悶絶!爆乳娘4時間!!2（2005年7月15日、アリスJAPAN）熊野ぷぅこ/深田美穂/彩名杏子/黒沢愛
- アリスJAPANプラス 巨乳アイドル4時間（2007年1月26日、アリスJAPAN）

熊野ぷぅこ・麻美ゆま・蒼井そら・舞岡結希・相田すみれ・椎名舞・深田美穂・彩名杏子・黒沢愛・大浦あんな・柴咲ユウ・黒木なほ

### 配信動画
- DMM.R18他

## 雑誌
- オレンジ通信（東京三世社）2000年06月号 表紙グラビア
- BEJEAN（英知出版）2000年05月号 表紙グラビア
- ビデオ・ザ・ワールド（白夜書房） 2000年10月号 表紙

## 写真集
- SEDUCTION 誘惑（2000年3月、双葉社）